# David Howell
David Alexander Howell (født 23. juni 1975 i Swindon, England) er en engelsk golfspiller, der (pr. september 2010) står noteret for 5 sejre gennem sin professionelle karriere. Hans bedste resultat i en Major-turnering er en 7. plads, som han opnåede ved British Open i 2008.
Howell har 2 gange, i 2004 og 2006, repræsenteret det europæiske hold ved Ryder Cup, begge gange med sejr.